# Artace aemula
Artace aemula är en fjärilsart som beskrevs av Max Wilhelm Karl Draudt 1927. Artace aemula ingår i släktet Artace och familjen ädelspinnare. Inga underarter finns listade i Catalogue of Life.